# Ferdinand Asker
Gustaf Ferdinand Asker, född 18 juni 1812 i Jönköpings Kristina församling, Jönköpings län, död 14 juli 1897 i Hedvig Eleonora församling, Stockholms stad, var en svensk ämbetsman och politiker.

## Biografi
Sedan Asker redan vid 18 års ålder slutat sin juridiska kurs vid universitetet i Uppsala, inskrevs han 1830 som auskultant i Göta hovrätt och utnämndes 1845 till assessor där. År 1844 hade han blivit antagen till notarie i bondeståndet. År 1849 efterträdde han sin far som borgmästare i Jönköping. Av samma stad utsågs han till dess representant i borgarståndet vid riksdagarna 1853/54, 1856/58 och 1859/60; vid den första riksdagen företrädde han även Simrishamns stad och vid de två senare Hjo stad. Vid sin första riksdag ledamot av lagutskottet, motionerade han om byggandet av stambanelinjen Jönköping-Malmö och understödde kraftigt regeringen i striderna om de begärda kreditiven för neutralitetens upprätthållande under orientaliska kriget.
Regeringens förtroende och hans allmänna anseende för duglighet gjorde att han sedan fick uppdragen som borgarståndets talman under de två följande riksdagarna och att ingå som ledamot i 1858–1859 års kommitté för omorganisation av rikets styrelse och förvaltande verk samt föranledde i mars 1861 hans utnämning till landshövding i Gävleborgs län.
I de strider den så kallade norska frågan framkallade 1859–1860 var Asker en av dem som erkände det rättmätiga i de norska anspråken, och i strävandena för representationsförslagets genomförande tog han en ganska verksam del, bland annat genom att (i detta hänseende den ende av rikets landshövdingar) som ordförande leda en av de många deputationerna till Louis De Geer. Utan några meningsskiljaktigheter valdes han 1869 av Gävle stads valkrets till dess representant i andra kammaren, som han sedan tillhörde 1870–1884. Under riksdagarna 1870–1872 tillhörde han det ministeriella partiet, varefter han var partilös. Härunder fungerade han med oväld och humanitet som talman vid 1873–1875 års riksdagar, varefter han lämnade plats för Arvid Posse, samt var vid 1870–1871 års urtima och 1876–1884 års riksdagar ledamot av talmanskonferensen. Av Askers riksdagsmannaverksamhet var hans främsta insatser hans deltagande i 1870-talets järnvägsstrider och hans medverkan till beredande av medborgerliga rättigheter åt mosaiska trosbekännare samt framförandet av en motion om inköp av Linnés Hammarby.
Vid 1876 års riksdag var han motståndare till grundlagsförslaget om en statsminister som konseljens chef, och 1883 bekämpade han den posseska ministärens härordningsförslag. Efter 52 års verksamhet i statens tjänst avgick Asker i april 1883 från landshövdingeposten och drog sig följande år tillbaka från det politiska livet.
Hans syster var Konstantia Maria Bergeron.